# Arash Afshin
Arash Afshin (in persiano: آرش افشین; Ramhormoz, 21 gennaio 1989) è un ex calciatore iraniano, di ruolo attaccante.

## Caratteristiche tecniche
Ala destra, può giocare anche come punta centrale.

## Carriera

### Club
Comincia a giocare al Foolad. Il 13 luglio 2013 si trasferisce al Sepahan. Il 5 dicembre 2013 torna al Foolad. Il 23 novembre 2014 viene acquistato dal Malavan. Il 17 gennaio 2016 rimane svincolato. Nell'estate 2016 viene ingaggiato dall'Esteghlal. Il 6 gennaio 2017 viene acquistato dall'Esteghlal Khuzestan.

### Nazionale
Ha collezionato 15 presenze e 5 reti con la nazionale Under-23. Ha debuttato in nazionale maggiore il 2 gennaio 2011, nell'amichevole Iran-Angola (1-0). Ha messo a segno la sua prima rete con la maglia della nazionale il 19 gennaio 2011, in Emirati Arabi Uniti-Iran (0-3), in cui ha siglato la rete del momentaneo 0-1, su assist di Mohammad Gholami. Ha partecipato, con la nazionale, alla Coppa d'Asia 2011. Ha collezionato in totale, con la maglia della nazionale maggiore, 4 presenze e una rete.